# Ljudmyla Dschyhalowa
Ljudmyla Dschyhalowa (ukrainisch Людмила Джигалова, engl. Transkription Lyudmyla Dzhyhalova, russisch Людмила Станиславовна Джигалова – Ljudmila Stanislawowna Dschigalowa – Lyudmila Dzhigalova;) (* 22. Januar 1962 in Charkiw) ist eine ehemalige ukrainische Sprinterin, die, für die Sowjetunion startend, Olympiasiegerin und Weltmeisterin in der 4-mal-400-Meter-Staffel wurde.
Sie war Mitglied der Stafette, die bei den Olympischen Spielen 1988 in Seoul den Titel errang, kam jedoch nur in der Vorrunde zum Einsatz. Bei den Europameisterschaften 1990 in Split gewann sie gemeinsam Jelena Winogradowa, Jelena Rusina und Tazzjana Ljadouskaja die Silbermedaille hinter der Staffel der DDR. Außerdem belegte Dschigalowa dort den sechsten Platz im 400-Meter-Lauf.
Bei den Weltmeisterschaften 1991 in Tokio gewann die sowjetische Stafette in der Aufstellung Tazjana Ljadouskaja, Dschyhalowa, Olga Nasarowa und Olha Wladykina-Bryshina den Titel vor den Mannschaften der Vereinigten Staaten und Deutschlands. Dschyhalowa krönte ihre Karriere schließlich mit dem Staffelsieg bei den Olympischen Spielen 1992 in Barcelona, wo sie als Athletin des Vereinten Teams der GUS antrat. Gemeinsam mit Jelena Rusina, Olga Nasarowa und Olha Wladykina-Bryshina verwies sie die Staffeln der Vereinigten Staaten und Großbritanniens auf die Plätze.
1993 wurde Dschyhalowa positiv auf anabole Steroide getestet. Sie wurde wegen Dopings für vier Jahre gesperrt.
Ljudmyla Dschyhalowa ist 1,76 m groß und wog zu Wettkampfzeiten 62 kg.

## Persönliche Bestzeiten
- 400 m: 50,33 s, 6. Juli 1990, Kiew
  - Halle: 52,19 s, 10. März 1991, Sevilla